# Carabodes poggii
Carabodes poggii är en kvalsterart som beskrevs av Bernini 1976. Carabodes poggii ingår i släktet Carabodes och familjen Carabodidae. Inga underarter finns listade.